# Kategoria e Parë (1964/1965)
Sezon 1964/1965 był 27. sezonem Mistrzostw Albanii w piłce nożnej. W rozgrywkach brało udział 12 zespołów. Sezon rozpoczął się we wrześniu 1964, a zakończył 20 czerwca 1965. Tytułu nie obroniła drużyna Partizani Tirana. Nowym mistrzem Albanii został zespół 17 Nëntori Tirana. Tytuł króla strzelców zdobył Robert Jashari, który w barwach klubu Partizani Tirana strzelił 14 goli.

## Tabela końcowa
| Lp. | Drużyna                 | M  | Z  | R | P  | Bramki | Bramki | Różn. | Pkt | Uwagi              |
| --- | ----------------------- | -- | -- | - | -- | ------ | ------ | ----- | --- | ------------------ |
| 1   | 17 Nëntori Tirana (M)   | 22 | 13 | 5 | 4  | 42     | 20     | +22   | 44  | Puchar Europy • 1R |
| 2   | Partizani Tirana        | 22 | 11 | 8 | 3  | 31     | 15     | +16   | 41  |                    |
| 3   | Dinamo Tirana           | 22 | 12 | 6 | 4  | 36     | 21     | +15   | 42  |                    |
| 4   | Besa Kavaja             | 22 | 12 | 5 | 5  | 33     | 21     | +12   | 41  |                    |
| 5   | Lokomotiva Durrës       | 22 | 12 | 4 | 6  | 24     | 14     | +10   | 40  |                    |
| 6   | Flamurtari Vlora        | 22 | 6  | 9 | 7  | 27     | 25     | +2    | 27  |                    |
| 7   | Traktori Lushnja        | 22 | 5  | 9 | 8  | 27     | 29     | −2    | 24  |                    |
| 8   | KF Vllaznia             | 22 | 8  | 3 | 11 | 27     | 31     | −4    | 27  |                    |
| 9   | Tomori Berat            | 22 | 6  | 7 | 9  | 18     | 26     | −8    | 25  |                    |
| 10  | Labinoti Elbasani       | 22 | 6  | 7 | 9  | 20     | 31     | −11   | 25  |                    |
| 11  | Skënderbeu Korcza       | 22 | 4  | 9 | 9  | 16     | 29     | −13   | 21  |                    |
| 12  | Ylli i Kuq Pogradec (S) | 22 | 0  | 2 | 20 | 6      | 45     | −39   | 2   | Spadek do          |

## Baraż o awans/utrzymanie
- Korçë:
Skënderbeu Korçë - Naftëtari Qyteti Stalin 6 - 0
- Qyteti Stalin:
Naftëtari Qyteti Stalin - Skënderbeu Korçë 3 - 5

Zespół Skënderbeu Korçë utrzymał się w 1. lidze.